# Michał Chudecki
Michał Chudecki (ur. 9 kwietnia 1986 w Szamocinie) – Polski Bokser, 10-krotny Mistrz Polski:  Młodzików 2001 r, V-ce Mistrz Polski Kdetów 2002 r ,Mistrz Polski Kadetów 2003 r, 2- krotny Mistrz Polski Juniorów 2004,2005 r, 2-krotny Młodzieżowy Mistrz Polski2006,2007  3-krotny srebrny medalista Mistrzostw Polski Seniorów , 4-krotny Mistrz Polski Seniorów ,  Jest 4-krotnym Mistrzem Polski (2008 wyróżnienie „Najlepszy Zawodnik Turnieju o Mistrzostwo Polski”, 2009 wyróżnienie „Najlepszy Zawodnik Turnieju o Mistrzostwo Polski”, 2010 wyróżnienie „Najlepszy Technik Turnieju o Mistrzostwo Polski” , 2011 wyróżnienie „Najlepszy Technik Zawodnik o Mistrzostwo Polski”), 3-krotnym srebrnym medalistą Mistrzostw Polski (2006, 2007, 2012) oraz 2-krotnym brązowym medalistą Mistrzostw Unii Europejskiej (2008, 2009). Reprezentował Polskę podczas Kwalifikacji do Igrzysk Olimpijskich, Mistrzostw Świata, Mistrzostw Unii Europejskiej oraz Turniejów Międzynarodowych. 2- krotny zwycięzca prestiżowego Turnieju Bokserskiego im. Feliksa Stamma z wyróżnieniem „Najlepszy Zawodnik Turnieju” (2008, 2009) , 2-krotny brązowy medalista Mistrzostw Unii Europejskiej, 
Trenował z Mistrzami Świata takimi jak Floyd Mayweather Jr., Zab Judah, Danny Garcia, Rances Barthelemy, Jorge Linares, Yuriorkis Gamboa i wielu innych.

## Kariera amatorska[2]
W wieku 9 lat rozpoczął treningi bokserskie. Pierwsze kroki bokserskie stawiał w klubie Warta Śrem. Jego trenerem był już nieżyjący trener Florian Łuszczewski.
W barwach tego klubu zdobył swój pierwszy tytuł Mistrza Polski Młodzików (2001) oraz Mistrza Polski Kadetów (2003). W roku 2003 został zawodnikiem klubu Olimpia Poznań, dla którego wywalczył Mistrzostwo Polski Juniorów w roku 2004. W roku 2005 przeszedł do klubu PKB Poznań. Była to ostatnia drużyna w boksie amatorskim, do której należał Michał. Tam zdobył wiele tytułów mistrzowskich oraz wygrywał turnieje międzynarodowe, wygrywał walki w lidze polskiej, niemieckiej oraz czeskiej. W 2011 roku dołączył do włoskiej drużyny Dolce & Gabbana Milano Thunder Italian Boxing Team biorącej udział w lidze światowej World Series of Boxing (WSB), która zdobyła drużynowego mistrza WSB. Należał do Olimpijskiej Kadry Narodowej przez całą swoją karierę amatorską. 

## Kariera zawodowa[2][3]
W roku 2012 podpisał swój pierwszy zawodowy kontrakt, gdzie jego trenerami kolejno byli Juan De Leon, Terrific Gist oraz James Ali Bashir. Z tą grupa promotorską stoczył 8 walk.
Polak miał zadebiutować na gali Miguela Cotto w Portoryko jako zawodowiec, wielokrotny amatorski mistrz Polski w wadze lekkiej, niestety jego przeciwnik nie osiągnął wymaganego limitu wagowego i z tego powodu walka została odwołana. Miesiąc później – 29 września 2012 roku odbyła jego debiutancka walka na zawodowym ringu w Atlantic City, USA na gali Global Boxing. Pokonał wówczas Mosesa Molinę (1-1, 1 KO) poprzez TKO przed czasem w trzeciej rundzie.
Niedługo po debiucie Polaka odbyła się kolejna udana walka z jego udziałem, 13 września 2012 roku w Newark zmierzył się on z Joshuą Nievesem w wadze super piórkowej. Po czterech rundach wygrał z Amerykaninem na punkty.
10 listopada 2012 roku Chudecki miał wystąpić w jednej z przedwalk gali boksu zawodowego Kliczko-Wach w Hamburgu z Ryanem Peleguerem (waga superpiórkowa, 4 rundy) jednak nie doszła ona do skutku. Niecały tydzień później Polak wygrywa na gali Wojak Boxing Night w warszawskim hotelu Hilton z 21-letnim Białorusinem Andrei Hramyką.
8 grudnia 2012 roku na gali w Katowicach Chudecki całkowicie zdominował na dystansie czterech rund niepokonanego dotąd Rolanda Mohacsi (6-1, 3 KO), dopisując do swojego rekordu kolejną efektowną wygraną. Dysponujący lepszymi warunkami fizycznymi Węgier próbował utrzymać długi dystans, ale Michał kilka razy powtórzoną akcją prawy-lewy na dół nie tylko obniżył mu gardę, lecz również świetnie skracał odległość od przeciwnika. W końcówce drugiej odsłony mieliśmy już do czynienia z "ruchem jednostronnym", a zawodnik grupy Global Boxing nie dawał już Rolandowi chwili wytchnienia. W trzeciej rundzie Polak powrócił do obijania korpusu, ponieważ Mohacsi myślał już wyłącznie o wytrwaniu do końca i szczelnie się zasłaniał. Przewaga Polaka nie podlegała dyskusji i po czterech rundach sędziowie zgodnie punktowali na jego korzyść 40:36.
W styczniu 2013 roku Polak rozpoczął treningi pod okiem renomowanego Jamesa Alego Bashira. 8 marca 2013 roku miała odbyć się walka na gali z cyklu ESPN Friday Night Fights w Resorts Hotel & Casino w Atlantic City, jednak nie doszła ona do skutku z powodu problemów z zakontraktowaniem przeciwnika. W tej sytuacji walka została przełożona na 15 marca na galę w Memphis, podczas której Polak wygrał z Carlosem Johnsonem przez K.O. Niewiele później, bo 13 kwietnia doszło do sześciorundowej walki na gali w North Bergen, New Jersey zakończonej remisem z Christianem Steelem (3-5-1, 1 KO).
29 czerwca podczas gali w Ostródzie zmierzył się z doświadczonym Krzysztofem Szotem (17-5-1, 5 KO) na dystansie ośmiu rund w limicie wagi lekkiej odnosząc zwycięstwo. Popularny "TNT" zaskoczył bardziej doświadczonego przeciwnika niesamowitą częstotliwością ciosów, dodatkowo złożonych w długie serie. Po zdecydowanej przewadze w pierwszej rundzie, od drugiej Szot próbował atakować, lecz nadziewał się na kontry rozluźnionego Chudeckiego. Pierwszy naprawdę mocny cios Krzysztof zadał dopiero w czwartym starciu, ale ten prawy sierpowy nie zrobił większej krzywdy oponentowi. Kumulacja uderzeń sprawiła, że w piątej rundzie Szotowi pękł prawy łuk brwiowy. Po przerwie Chudecki jeszcze bardziej podkręcił tempo i dwukrotnie złapał rywala serią 3-4 ciosów na głowę. Chudecki przeważał w każdym elemencie pięściarskiego rzemiosła, przede wszystkim będąc szybszym. Tylko ogromne doświadczenie oraz serce do walki sprawiły, że Szot dotrwał do końca. Sędziowie jednogłośnie ogłosili przewagę Chudeckiego w rozmiarach 80:72, 80:72 i 79:73.
Pięściarz grupy Global Boxing 18 sierpnia na gali Babilon Promotion w Międzyzdrojach zwyciężył w sześcio-rundowym pojedynku z Andrasem Vargą jednogłośną decyzją sędziów 60:54, 60:54, 60:53.
Kolejny pojedynek Polskiego pięściarza w limicie wagi lekkiej odbył się 18 grudnia na gali w Webster Hall w Nowym Jorku, USA. Pokonał wysoko na punkty Joshuę Nievesa (2-3, 2 KO) na dystansie sześciu rund. Po ostatnim gongu wszyscy sędziowie widzieli przewagę Polaka w stosunku 60-52. Był to pierwszy występ Chudeckiego po rozwiązaniu kontraktu z grupą Global Boxing, a nawiązaniu współpracy z popularnym reporterem i managerem Jeffem Wojciechowskim. Była to druga wygrana Polaka nad Nievesem – poprzednio wypunktował go na dystansie czterech rund.
27 lutego 2014 roku w Nowym Jorku miało dojść do walki z Edwardem Valdezem o mistrzostwo Nowego Jorku, jednak z powodu problemów z wizą był zmuszony wycofać się z walki. Po powrocie do Polski pomagał Danny'emu Garcii (27-0, 16 KO) Mistrzowi Świata kategorii junior półśredniej w przygotowaniach do jego kolejnej walki z Mauricio Herrerą (20-3, 7 KO).
W kwietniu Polak podpisał kontrakt z promotorem Tomaszem Babilońskim, debiut w barwach Babilon Promotion miał miejsce już 31 maja z Hiszpanem Santiago Bustosem (6-4-1) na gali „Wojak Boxing Night” organizowanej przez Babilon Promotion & KnockOut Promotions 31 maja w Lublinie i zakończył się jednogłośną wygraną Chudeckiego na punkty.
16 sierpnia doszło do kolejnego starcia Polaka w Międzyzdrojach, tym razem na gali Seaside Boxing Show jego przeciwnikiem był Felix Lora (18-11-5, 9 KO), który w przeszłości stopował już karierę Krzyśka Cieślaka i Szota. Polak zaprezentował boks na zaskakująco wysokim poziomie i po bezwzględnie najlepszym występie w karierze pokonał groźnego Dominikańczyka. Już w pierwszej rundzie Polak rozciął przeciwnikowi łuk brwiowy. Świetnie tańczył na nogach, lepiej dystansował, a agresywnego oponenta co chwilę łapał na kontrę po uskoku czy uniku. W szóstej rundzie po lewym krzyżowym gość z Dominikany aż przysiadł, lecz przewrócić się nie chciał. Wyglądał jednak już na bardzo zmęczonego i obficie krwawił. W dziesiątej w wymianie Chudecki trafił w akcji prawy na prawy sierp i tak odporny Lora w końcu był liczony. W ostatnich sekundach Polak przymierzył jeszcze lewym krzyżowym na szczękę i niewiele brakowało, by posłał Felixa raz jeszcze na matę. Ostatecznie po gongu kończącym tą świetną walkę sędziowie nie mieli wątpliwości, typując przewagę Michała 98:92, 99:89 i 98:89.
8 listopada na gali Polsat Boxing Night w Krakowie Chudecki zmierzył się z Michałem Syrowatką. Podczas kariery amatorskiej "TNT" odniósł podwójne zwycięstwo nad Syrowatką, lecz walka w ringu zawodowym zakończyła się nokautem. Wydawałoby się w niegroźnej sytuacji w zwarciu Syrowatka zrobił mały krok w tył i huknął prawym sierpowym – wprost na szczękę rywala. Chudecki przewróciłby się, ale zawisł na linach. Zanim Grzegorz Molenda zdążył doskoczyć, podopieczny Andrzeja Gmitruka doskoczył i dobił zranioną ofiarę potwornym prawym hakiem. Bardzo ciężki nokaut i wyrównanie porachunków z czasów boksu olimpijskiego, gdy dwukrotnie przegrywał z "TNT".
 W 2015 roku został zaproszony na obóz sparingowy przez Team Floyda Maywethera Jr do Las Vegas wypowiadając równocześnie kontrakt z grupą Konspol Babilon Promotion. Przez 9 tygodni pomagał Floydowi w przygotowaniach do długo wyczekiwanej walki z Mannym Pacquiao. Możliwość trenowania z wieloma Mistrzami Świata dostarczyła mu bardzo dużo doświadczenia i nowych metod treningowych, które mógł wdrożyć w swój plan treningowy. Przebywał również w Filadelfii, gdzie pomagał w przygotowaniach Danny'emu Garcii (32-0, 18 KO) przed jego mistrzowskim starciem o pas WBC wagi półśredniej z Robertem Guerrero (33-4-1, 18 KO).
W 2016 roku po ponad rocznej przerwie Polak wrócił na ring podczas gali znanego promotora Lou DiBelli w Nowym Jorku. Jego rywalem na dystansie ośmiu rund był niepokonany Louis Cruz (11-0, 5 KO). Sędziowie jednogłośnie opowiedzieli się za Michałem, typując jego wygraną w stosunku 79:70 i dwukrotnie 77:72. Następna walka – tym razem w Kalifornii z Kevinem Wattsem zakończyła się przegraną przez kontuzję.